# Aspergillus tamarii
Aspergillus tamarii är en svampart som beskrevs av Kita 1913. Aspergillus tamarii ingår i släktet Aspergillus och familjen Trichocomaceae.   Inga underarter finns listade i Catalogue of Life.